# (3747) Belinskij
(3747) Belinskij es un asteroide perteneciente al cinturón de asteroides, descubierto el 5 de noviembre de 1975 por la astrónoma soviética Liudmila Chernyj desde el Observatorio Astrofísico de Crimea (República de Crimea), Rusia).

## Designación y nombre
Designado provisionalmente como  1975 VY5. Fue nombrado Belinskij en honor al crítico literario, periodista y filósofo Visarión Belinski.